# Bothalaan (Baarn)
De Bothalaan is een laan in de Transvaalwijk van Baarn, in de Nederlandse provincie Utrecht.
Aan de rechte laan staan kleine villa's van na 1900 met grote tuinen De smalle laan verbindt de Sophialaan met de Nassaulaan. De laan is bij Raadsbesluit van 30 oktober 1903 genoemd naar Louis Botha (1862-1919), Zuid-Afrikaans opperbevelhebber en eerste minister. In de Bothalaan zijn enkele van de woningen bestempeld als gemeentelijke monument. 